# Sûre
De Sûre (Duits, Luxemburgs: Sauer, Waals: Seure) is een rivier in de Belgische provincie Luxemburg, het Groothertogdom Luxemburg en Duitsland.
De Sûre ontspringt bij Vaux-sur-Sûre in de Ardennen en bevloeit langs de grens met het Groothertogdom kleine stukjes van België die tot het stroomgebied van de Rijn behoren. Bij Martelange stroomt de rivier het Groothertogdom binnen en even verder, ten westen van Esch-sur-Sûre stroomt zij in een stuwmeer, het Lac de la Haute Sûre.
Vanaf de opname van zijrivier de Our bij Wallendorf tot de Sauer zelf in de Moezel uitmondt, vormt zij over een afstand van 50 km de grens tussen Luxemburg en Duitsland. Dit grenstraject behoort als condominium tot beide landen, zoals dat ook voor de Our en de Moezel langs dezelfde grens geldt.
De monding in de Moezel is bij de plaats Wasserbillig, het laagste punt van het Groothertogdom. De totale lengte is 173 km.
De steden aan de Sûre zijn Ettelbruck, Diekirch en Echternach. Zijrivieren zijn onder andere de Wiltz, de Alzette, de Our, de Prüm, de Zwarte en Witte Ernz, de Stranche en de Syrbach.

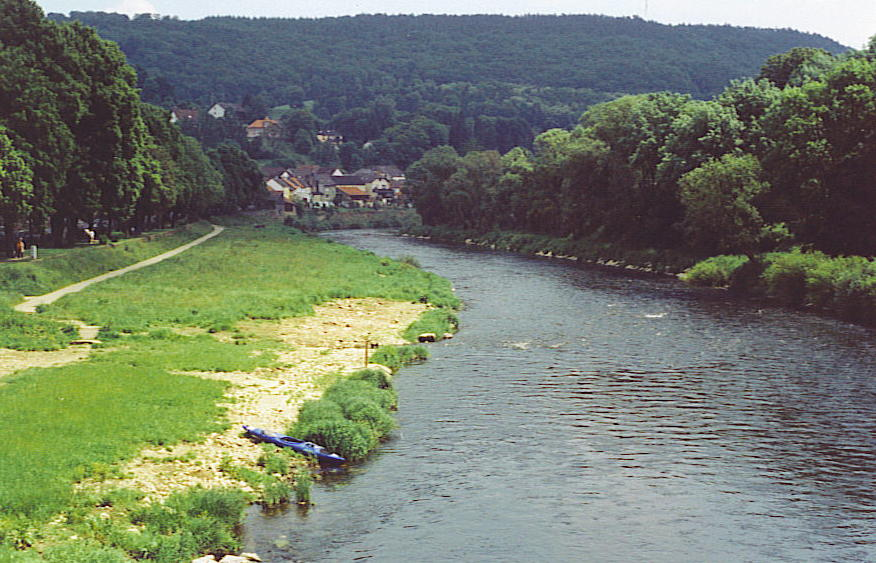
De Sûre tussen Diekirch en Echternach
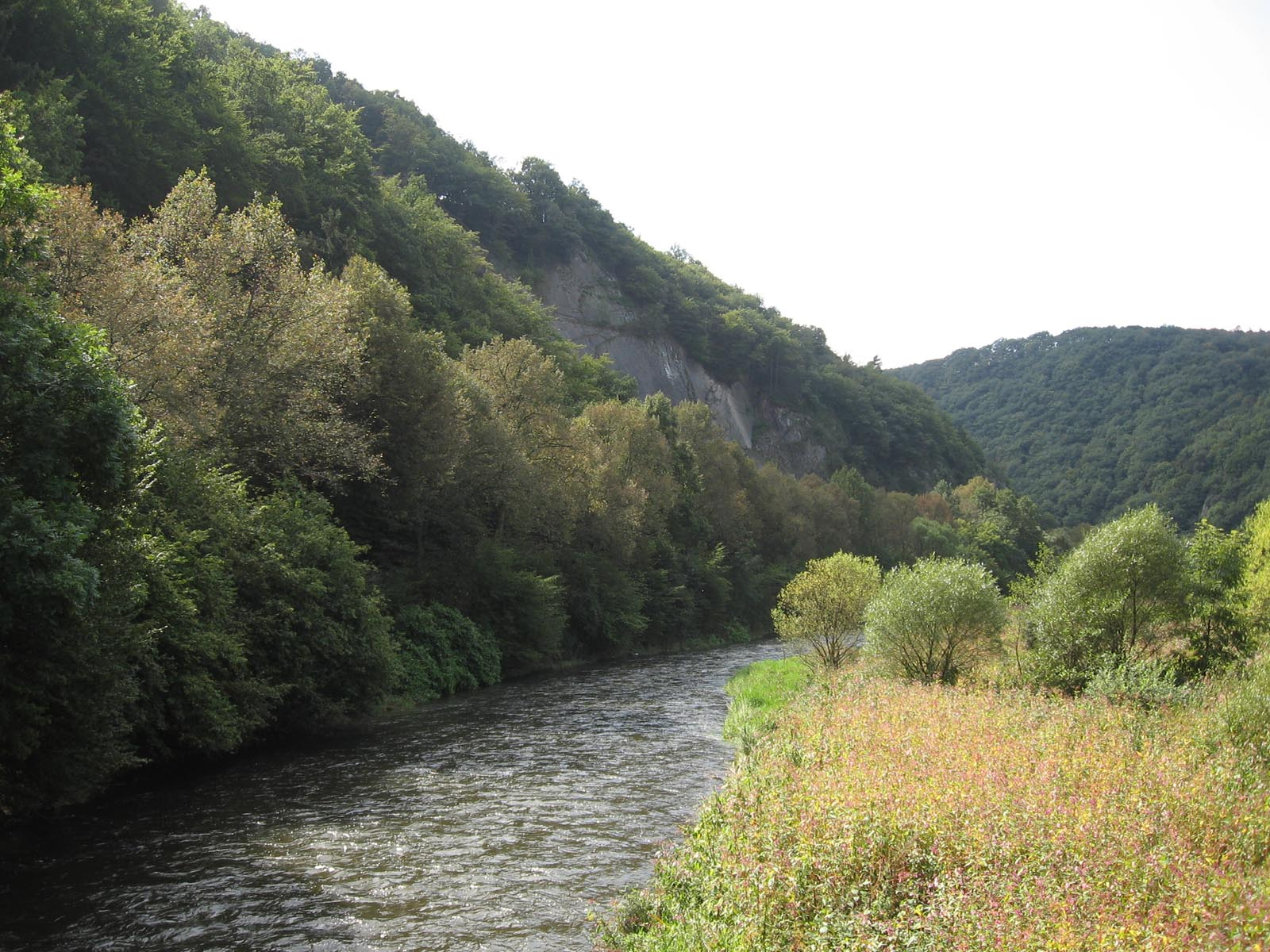
De Sûre bij Erpeldange-sur-Sûre